# Parastrophius
Parastrophius là một chi nhện trong họ Thomisidae.